# 가에타만

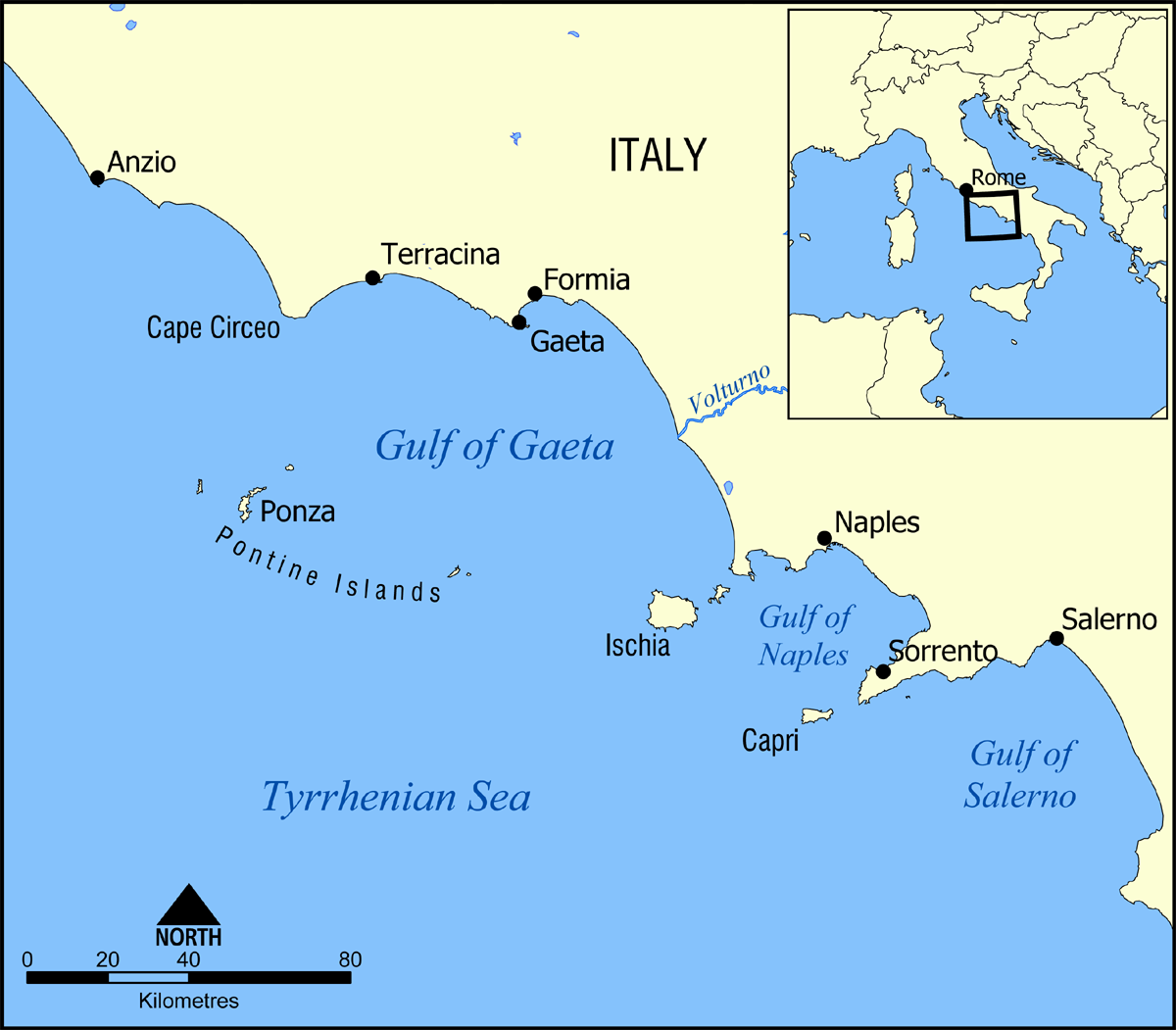
가에타 만이 표시된 지도. (영문)

가에타 만은 이탈리아 서해안에 위치한 만이다. 티레니아해에 속한다. 이탈리아어: Circeo 곶이 가에타 만의 북쪽 끝이고, 이탈리아어: Ischia와 나폴리 만이 가에타 만의 남쪽 끝이다. 가에타 만 서쪽에는 폰차 제도가 있다.
이 만의 이름은 근처의 도시 가에타의 이름을 따 지어졌다. 볼투르노 강이 이 만으로 흘러드는 주요한 강이다.
가에타 만에는 1967년부터 2006년까지 북대서양 조약 기구의 해군 기지가 있었다. 제6 함대의 모항이었다.